# Lepthyphantes centromeroides
Lepthyphantes centromeroides là một loài nhện trong họ Linyphiidae. Chúng được Wladislaus Kulczynski miêu tả năm 1914.

## Phân loài
- Lepthyphantes centromeroides carpaticus Dumitrescu & Georgescu, 1970